# Poeciliopsis viriosa
Poeciliopsis viriosa, tên thông thường là chubby livebearer, là một loài cá nước ngọt thuộc chi Poeciliopsis trong họ Cá khổng tước. Loài này được mô tả lần đầu tiên vào năm 1960.

## Từ nguyên
Từ viriosa trong danh pháp của loài cá này có nghĩa là "mạnh mẽ", ám chỉ "sự chịu đựng khác thường" của chúng trong điều kiện nuôi nhốt, và cả trong môi trường tự nhiên.

## Phân bố và môi trường sống
P. viriosa có phạm vi phân bố ở Trung Mỹ. P. viriosa là một loài đặc hữu của Mexico, được tìm thấy trải dài từ sông Mocorito (Sinaloa) đến thành phố San Pedro Lagunillas (Nayarit), tiếp tục về phía nam tới các nhánh phụ lưu của sông Grande de Santiago và Ameca ở Jalisco.

## Mô tả
Cá cái của loài P. viriosa có chiều dài cơ thể lớn nhất được ghi nhận là 6,5 cm; ở cá đực, chiều dài cơ thể lớn nhất được ghi nhận là 3,5 cm. Sau khoảng 28 ngày mang thai, cá mái có thể cho ra đời khoảng từ 10 đến 30 con cá bột.